# Finlande au Concours Eurovision de la chanson 1971
La Finlande a participé au Concours Eurovision de la chanson 1971 le 3 avril à Dublin, en Irlande. C'est la 10e participation de la Finlande au Concours Eurovision de la chanson.
Le pays est représenté par Markku Aro & Koivistolaiset et la chanson Tie uuteen päivään (en), sélectionnés par YLE au moyen d'une finale nationale.

## Sélection

### Euroviisut 1971
Le radiodiffuseur finlandais Yleisradio (YLE) organise l'édition 1971 de la finale nationale Euroviisut afin de sélectionner l'artiste et la chanson représentant la Finlande au Concours Eurovision de la chanson 1971.
La finale nationale finlandaise, présentée par Eveliina Pokela (fi) et Reijo Salminen (fi), a lieu le 13 février 1971 aux studios YLE d'Helsinki.

#### Finale
Huit chansons ont participé à cette sélection et sont toutes interprétées en finnois, langue officielle de la Finlande.
Lors de cette sélection, c'est la chanson Tie uuteen päivään (en) interprétée par Markku Aro & Koivistolaiset qui fut choisie. Le chef d'orchestre sélectionné pour la Finlande à l'Eurovision 1971 est Ossi Runne (en).

## À l'Eurovision
Chaque pays a un jury de deux personnes. Chaque juré attribue entre 1 et 5 points à chaque chanson.

### Points attribués par la Finlande
| 9 points | Espagne                                   |
| 7 points | Monaco                                    |
| 6 points | Belgique Pays-Bas Royaume-Uni             |
| 5 points | Allemagne Luxembourg Portugal             |
| 4 points | Irlande Suède Suisse                      |
| 3 points | Autriche France Malte Norvège Yougoslavie |
| 2 points | Italie                                    |

### Points attribués à la Finlande
| 10 points                | 9 points                                                          | 8 points             | 7 points              | 6 points                          |
| ------------------------ | ----------------------------------------------------------------- | -------------------- | --------------------- | --------------------------------- |
| - Belgique - Royaume-Uni |                                                                   | - Portugal           |                       | - Irlande - Norvège - Yougoslavie |
| 5 points                 | 4 points                                                          | 3 points             | 2 points              |                                   |
|                          | - Allemagne - Autriche - France - Malte - Monaco - Suède - Suisse | - Espagne - Pays-Bas | - Italie - Luxembourg |                                   |

Markku Aro & Koivistolaiset interprètent Tie uuteen päivään en dix-septième position lors de la soirée du concours, suivant la Yougoslavie et précédant la Norvège.
Au terme du vote final, la Finlande termine 8e sur les 18 pays participants, ayant reçu 84 points au total,.